# Gustavo Ilha
Gustavo Ilha (Porto Alegre, 30 de junho de 1984) é um velejador brasileiro. Foi campeão sul-americano de Match Race de Soling em 2003 em Buenos Aires e vice-campeão mundial de Soling em Kingston, Canadá em 2016.
Em 2006 formou-se em engenharia elétrica pela Universidade Federal do Rio Grande do Sul, concluiu o mestrado na mesma instituição em 2010 e atualmente cursa o doutorado em processamento de imagens.